# Tramway de Biskra à la Fontaine Chaude

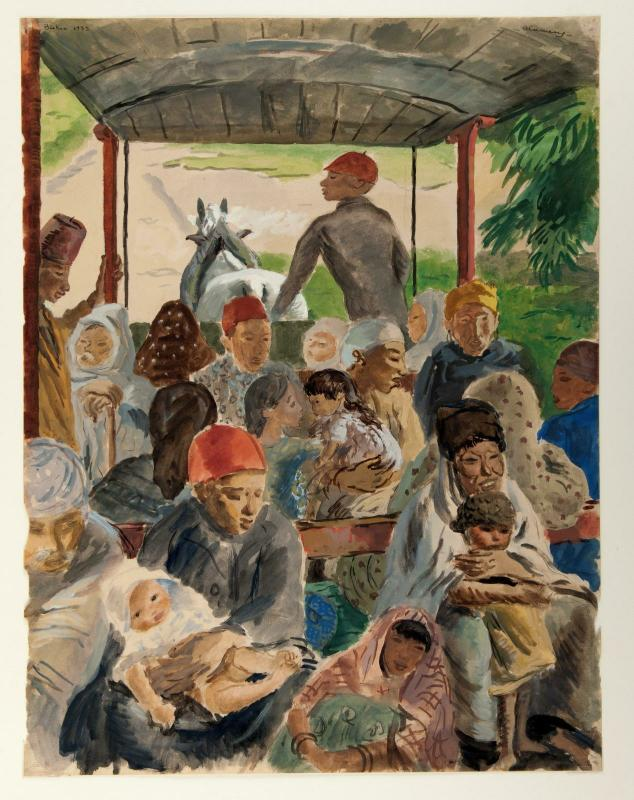
Intérieur de tramway à Biskra (1933) de Henri Clamens

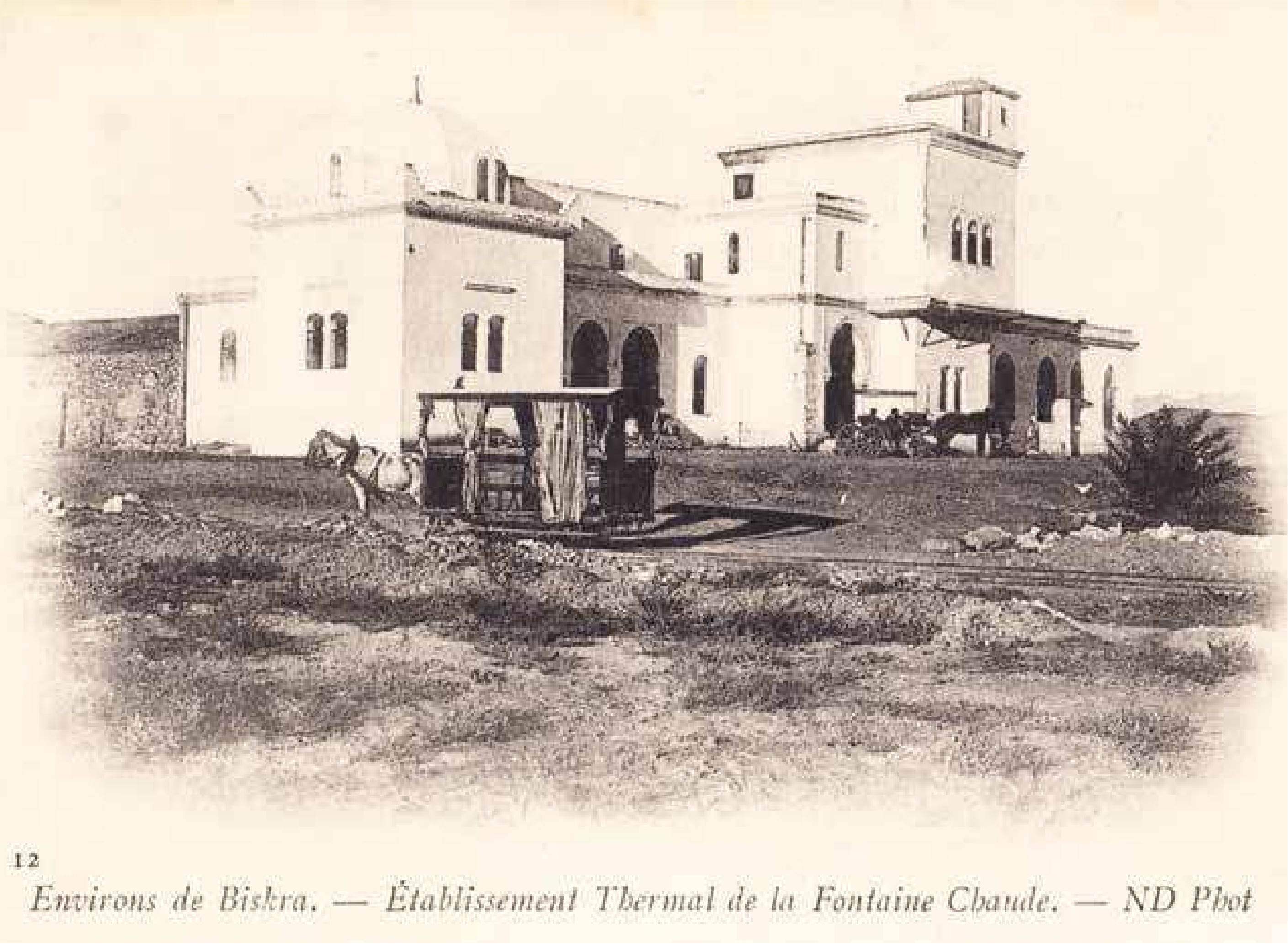
Établissement thermal de la fontaine chaude, carte postale, vers 1900

Le Tramway de Biskra à la Fontaine Chaude  a fonctionné en Algérie dans la région de Biskra entre 1896 et 1955. Il desservait le lieu de bains de Hammam Essalihine dit la Fontaine Chaude . La ligne était construite à l'écartement de 60 cm et la traction était animale. Il s'agissait d'un tramway à cheval.

## La ligne
- Biskra - La Fontaine Chaude (8km): ouverture en 1896[1],[2],[3],[4],[5] fermeture entre 1950 et 1955

## Galerie de photos

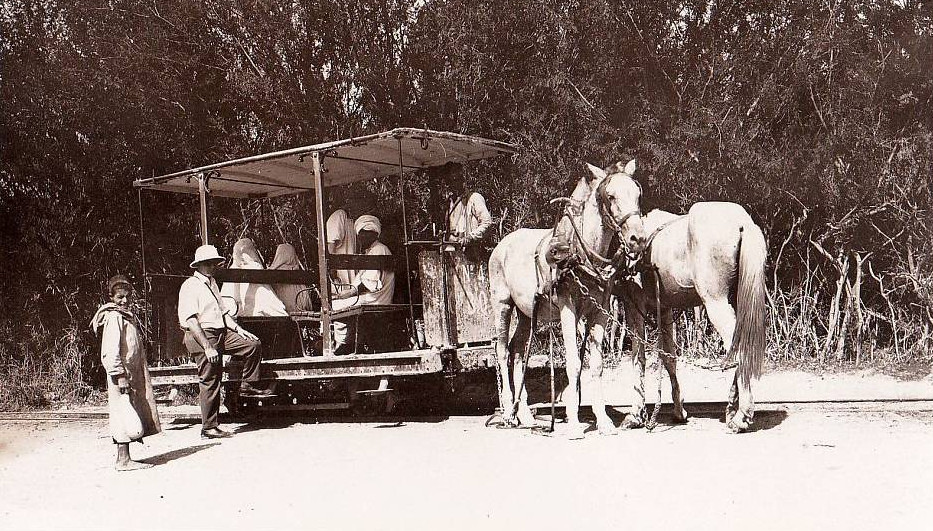
Terminus a ville
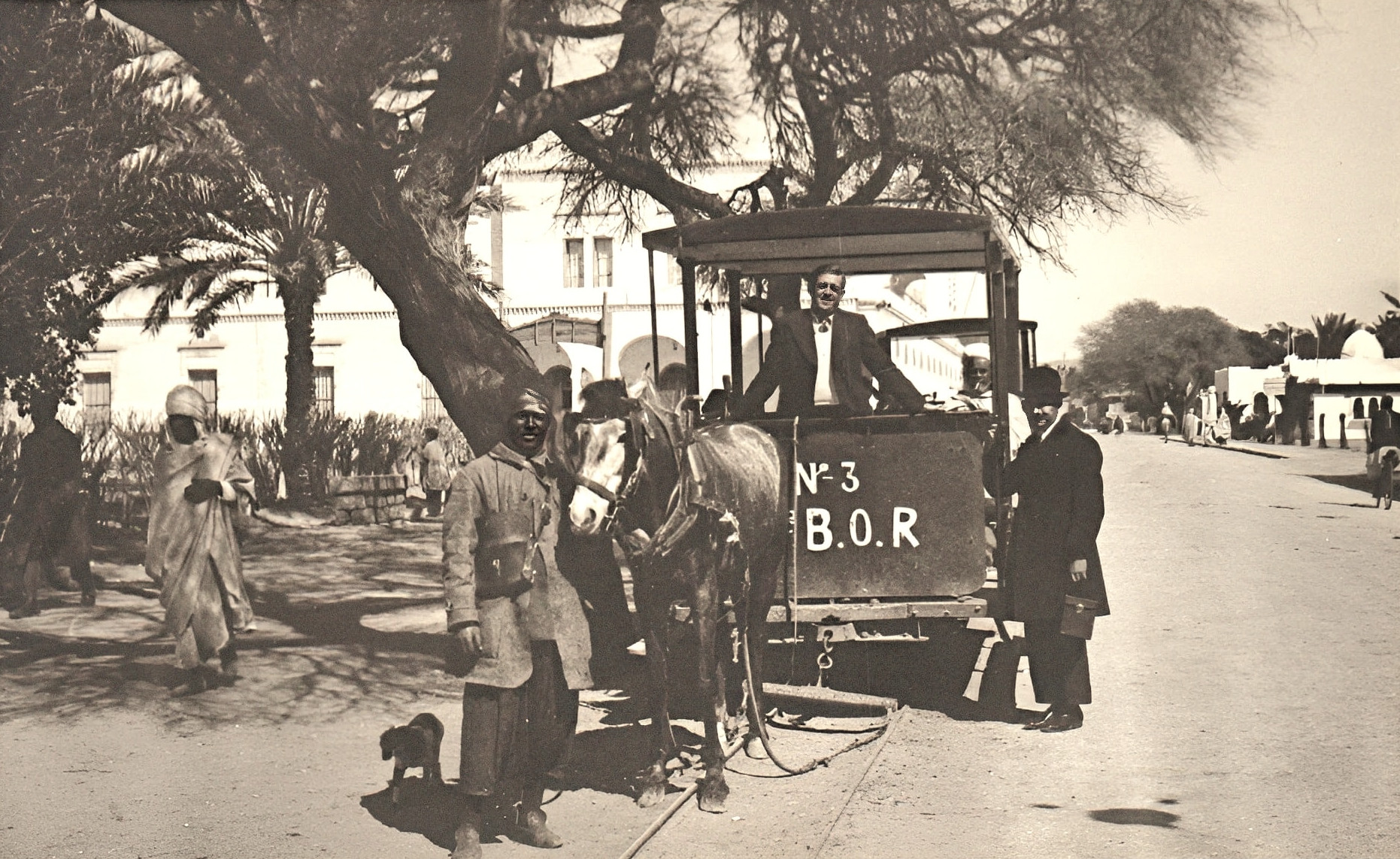
Terminus a ville
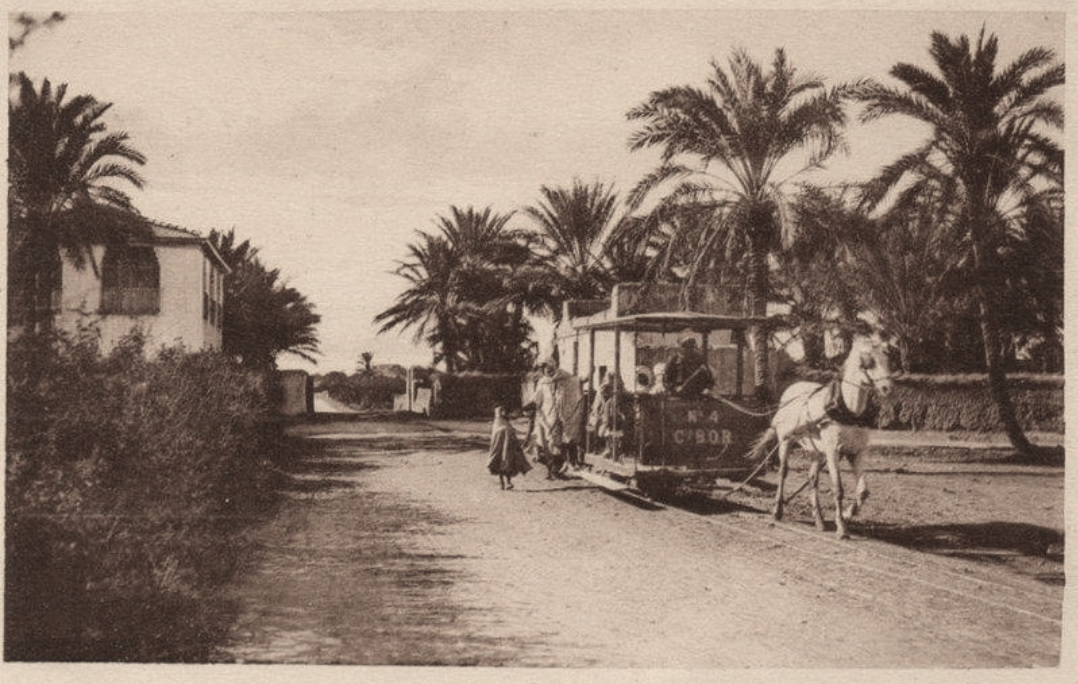
N° 4
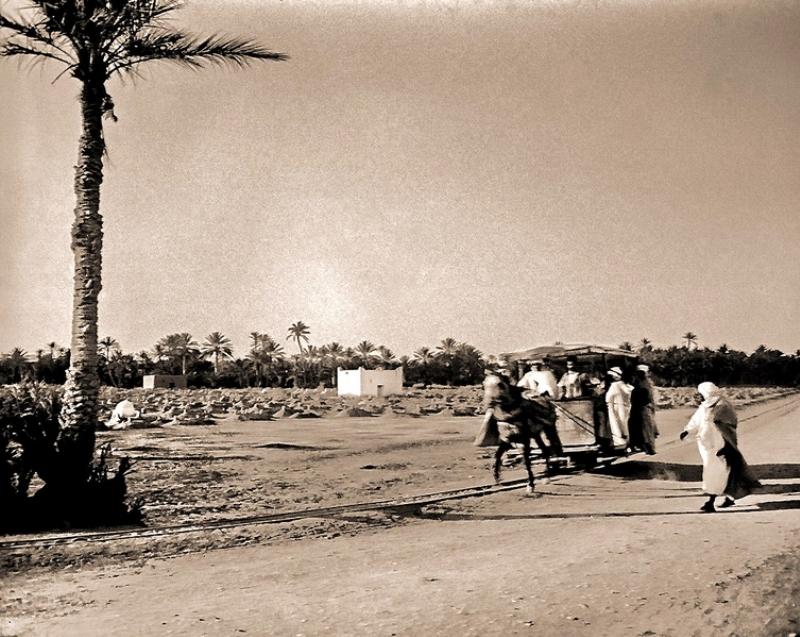
Un véhicule hippomobile à grande vitesse